# 格吕讷格伦茨兰湖
52°19′13″N 7°3′12″E / 52.32028°N 7.05333°E
格呂訥格倫茨蘭湖（德語：Grüner Grenzlandsee），是德國下薩克森州巴特本特海姆的湖泊，位於該國西北部，長0.4公里、寬0.3公里，面積0.07平方公里，海拔高度43米，平均水深10米，最大水深18.5米。